# Automação industrial

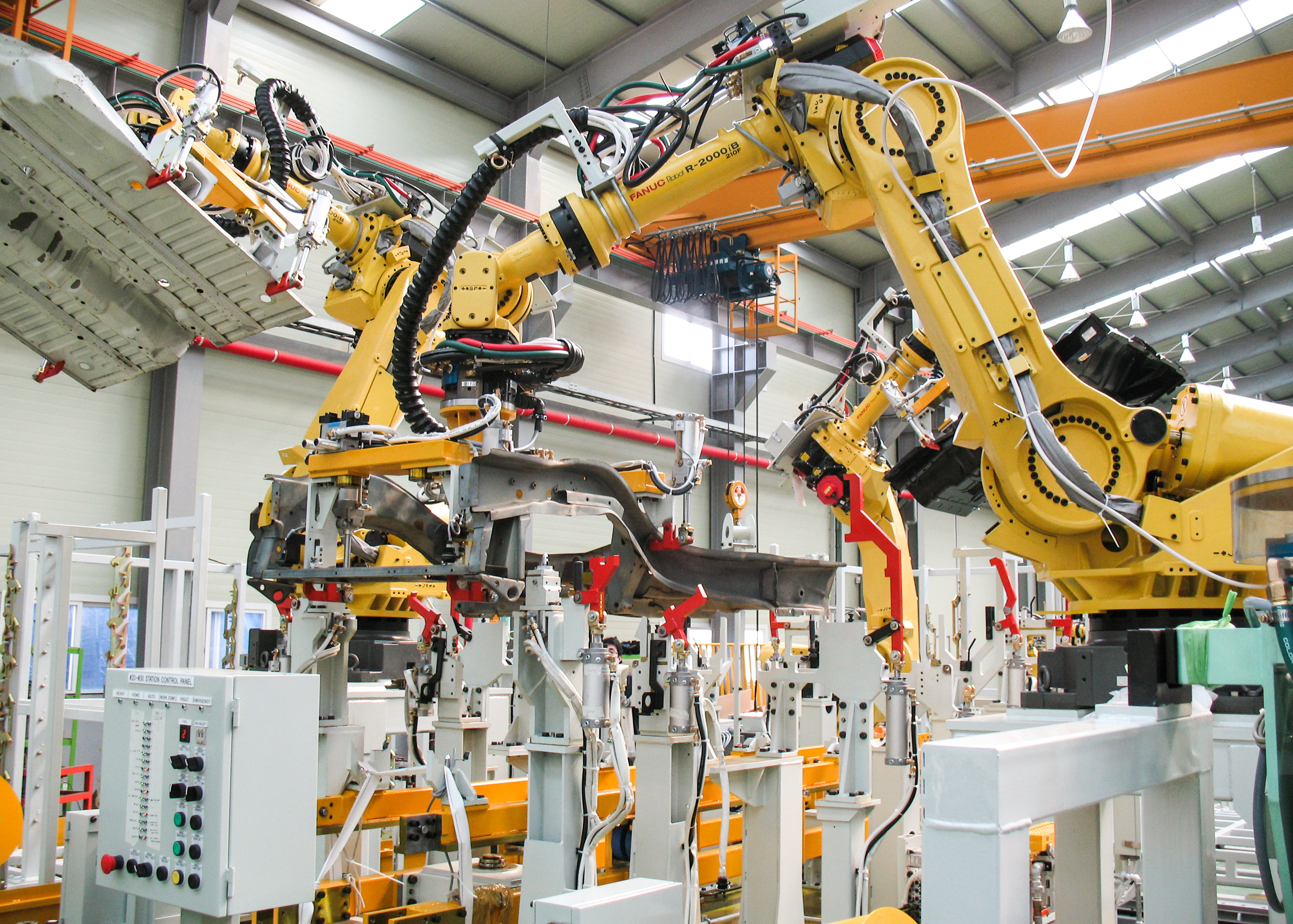
Robôs industriais numa linha de produção.

Automação industrial é definida como a utilização de máquinas eletromecânicas, softwares e equipamentos específicos para automatizar processos industriais. Possui como objetivo aumentar a eficiência dos processos, maximizar a produção com o menor consumo de energia , menor emissão de resíduos e melhores condições de segurança, seja material, humana ou das informações. É um passo além da mecanização, onde operadores humanos são providos de maquinaria para auxiliá-los em seus trabalhos.
Entre os dispositivos eletroeletrônicos que podem ser aplicados estão os computadores ou outros dispositivos capazes de efetuar operações lógicas, como controladores lógicos programáveis (CLPs), microcontroladores, SDCDs ou CNCs. Estes equipamentos em alguns casos, substituem tarefas humanas ou realizam outras que o ser humano não consegue realizar. Entre os dispositivos mecânicos, destacam-se motores, atuadores hidráulicos, pneumáticos, além de partes móveis e componentes estruturais.
É largamente aplicada nas mais variadas áreas de produção industrial.
Alguns exemplos de máquinas e processos que podem ser automatizados são listados a seguir:
- Indústria automobilística
  - Processos de estamparia (moldagem de chapas ao formato desejado do veículo)
  - Máquinas de solda
  - Processos de pintura

- Indústria química
  - Dosagem de produtos para misturas
  - Controle de pH
  - Estações de tratamento de efluentes

- Indústria de mineração
  - Britagem de minérios
  - Usinas de Pelotização
  - Carregamento de vagões

- Indústria de papel e celulose
  - Corte e descascamento de madeira
  - Branqueamento
  - Corte e embalagem

- Embalagens em todas as indústrias mencionadas
  - Etiquetado
  - Agrupado
  - Lacrado
  - Ensacado

A parte mais visível da automação, atualmente, está ligada à robotização, mas também é utilizada nas indústrias química, petroquímicas e farmacêuticas, com o uso de transmissores de pressão, vazão, temperatura e outras variáveis necessárias para um SDCD (sistema digital de controle distribuído) ou CLP (Controlador Lógico Programável). A automação industrial visa, principalmente, a produtividade, qualidade e segurança em um processo. Em um sistema típico, toda a tarefa dos sensores é concentrada em um controlador programável o qual de acordo com o programa em memória define o estado dos atuadores. Atualmente, com o advento de instrumentação de campo inteligente, funções executados no controlador programável têm uma tendência de serem migradas para estes instrumentos de campo. A automação industrial possui vários barramentos de campo ( mais de 10, incluindo vários protocolos como: CAN OPEN, INTERBUS-S, FOUNDATION FIELDBUS, MODBUS, STD 32, SSI, PROFIBUS, DEVICENET etc) específicos para a área industrial (em tese estes barramentos se assemelham a barramentos comerciais tipo ethernet, intranet, etc.), mas controlando equipamentos de campo como válvulas, atuadores eletromecânicos, indicadores, e enviando estes sinais a uma central de controle conforme descritos acima.

## História da automação industrial
A história da automação industrial começa no final do século XVIII, com a Revolução Industrial. Naquela época, as máquinas começaram a substituir o trabalho manual, e as fábricas se tornaram cada vez mais mecanizadas. Com o passar do tempo, os processos de produção se tornaram mais complexos, e a mecanização foi evoluindo para os primeiros mecanismos de automação, que eram inicialmente semi-automáticos. Em meados do século XIX, surgiram os primeiros sistemas automatizados, como o regulador de Watt, que era usado para controlar a velocidade das máquinas a vapor. No século XX, com o avanço da eletricidade e da eletrônica, surgiram novas tecnologias de controle, como os relés eletromecânicos e os circuitos integrados. 
Nos anos 80 e 90, surgiram novas tecnologias de automação, como os sistemas de robótica industrial e a automação de processos com base em redes de comunicação. Essas tecnologias tornaram possível a criação de fábricas inteligentes, capazes de produzir em grande escala com eficiência e qualidade.
Hoje em dia, a automação industrial continua a evoluir, com a introdução de tecnologias como a Internet das Coisas (IoT), a inteligência artificial e a robótica colaborativa. Essas tecnologias estão tornando possível a criação de fábricas ainda mais eficientes, flexíveis e sustentáveis, capazes de se adaptar rapidamente às mudanças do mercado e às demandas dos consumidores.
Uma contribuição adicional e importante dos atuais equipamentos e sistemas de Automação Industrial é a conexão do sistema de supervisão e controle com sistemas corporativos de administração das empresas. Esta conectividade permite o compartilhamento de dados importantes da operação diária dos processos, contribuindo para uma maior agilidade do processo decisório e maior confiabilidade dos dados que suportam as decisões dentro da indústria, para assim melhorar a produtividade.